# José Agustín Aranzábal
José Agustín Aranzábal Askasibar detto Gaztelu (Bergara, 23 luglio 1946 – 30 dicembre 2020) è stato un calciatore spagnolo di ruolo centrocampista.

## Biografia
Anche suo figlio Agustín è stato un calciatore professionista e come lui ha vestito la maglia della Real Sociedad e della Nazionale di calcio spagnola.

## Caratteristiche tecniche
Era un centrocampista estremamente duttile, nel corso della sua carriera giocò anche come difensore e in attacco.

## Carriera
Giocò per tutta la carriera nella Real Sociedad, per 15 stagioni. Nella sua annata d'esordio, nel 1966, la squadra di Donostia giocava nella Segunda División spagnola e vinse il campionato, ottenendo la promozione in massima serie. Nel 1981, l'ultima stagione prima del ritiro, vinse la Primera División.

## Palmarès

### Club

#### Competizioni nazionali
- Segunda División spagnola: 1

Real Sociedad: 1966-1967
- Primera División spagnola: 1

Real Sociedad: 1980-1981